# Biegus długoskrzydły
Biegus długoskrzydły, biegus Bairda (Calidris bairdii) – gatunek małego ptaka wędrownego z rodziny bekasowatych (Scolopacidae). Nie jest zagrożony.

## Systematyka
Gatunek ten dawniej bywał umieszczany w rodzajach Erolia lub Pisobia. Nie wyróżnia się podgatunków.

## Zasięg występowania
Biegus długoskrzydły zamieszkuje tundrę północno-wschodniej Syberii (Półwysep Czukocki i Wyspa Wrangla), Ameryki Północnej (Alaska i północna Kanada) i zachodniej Grenlandii. Zimuje w Andach i południowej części Ameryki Południowej.
Sporadycznie, ale regularnie zalatuje do Europy. W Polsce stwierdzony tylko 4 razy – w 1978, 1993 (dwa razy) i 2012.

## Morfologia
WyglądBrak wyraźnego dymorfizmu płciowego. W szacie godowej wierzch ciała, głowa oraz wole i górna część piersi żółtobrązowe w ciemne, łuskowate cętki. Spód ciała, podgardle i brew białe. Pokrywy nadogonowe i środkowe sterówki ciemne. Dziób i nogi ciemne. W upierzeniu spoczynkowym barwa żółtobrązowa zmienia się w szarobrązową, a cętki nikną. Osobniki młodociane podobne do dorosłych w szacie spoczynkowej, jednak brzegi piór na grzbiecie białe.
Wymiary średniedługość ciała ok. 14–19 cm
rozpiętość skrzydeł ok. 30–38 cm
masa ciała ok. 27–63 g

## Ekologia i zachowanie

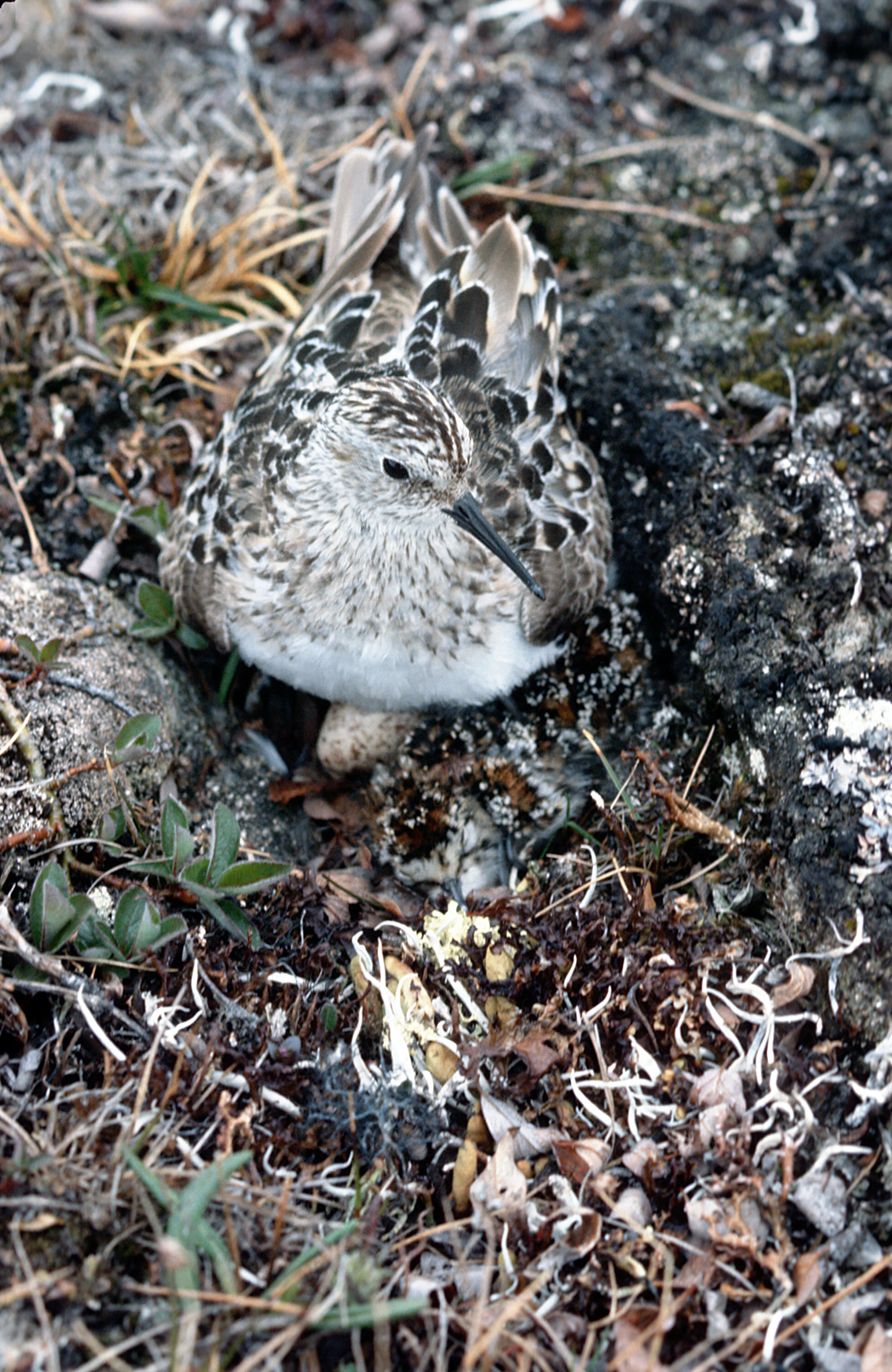
Biegus długoskrzydły na gnieździe

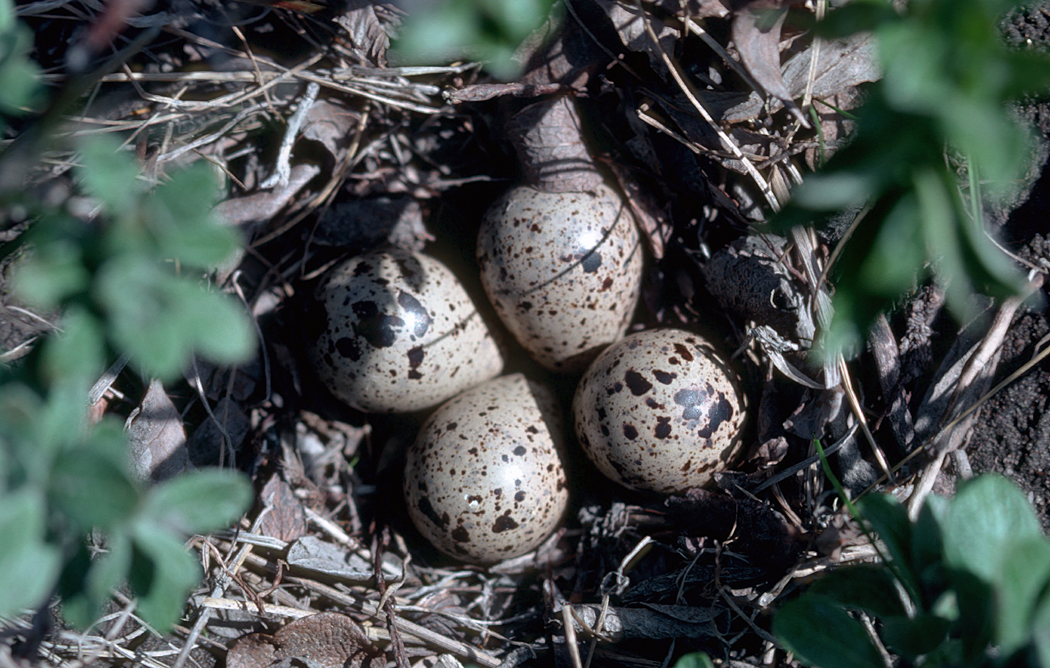
Jaja w gnieździe

BiotopWilgotne partie tundry. Podczas przelotów brzegi wód zarówno słodkich, jak i słonych.
GniazdoNa ziemi, w suchym zagłębieniu. Często między kamieniami.
JajaW ciągu roku wyprowadza jeden lęg, składając w kwietniu–maju 4 cieliste, brązowo cętkowane jaja.
Wysiadywanie, pisklętaJaja wysiadywane są przez okres około 19–22 dni przez obydwoje rodziców. Pisklęta usamodzielniają się po 16–20 dniach. Początkowo pisklętami opiekują się oboje rodzice, jednak często samica opuszcza je jeszcze przed pierzeniem.
PożywienieBezkręgowce – drobne skorupiaki, owady i ich larwy, pająki.

## Status i ochrona
Międzynarodowa Unia Ochrony Przyrody (IUCN) uznaje biegusa długoskrzydłego za gatunek najmniejszej troski (LC, Least Concern) nieprzerwanie od 1988 roku. W 2024 roku liczebność światowej populacji szacowano na 1,2–1,5 miliona dorosłych osobników. Trend liczebności oceniany jest jako stabilny, choć z pewnymi wahaniami rok do roku.
W Polsce objęty ochroną gatunkową ścisłą.